# ボンガオ
ボンガオはフィリピンのタウィタウィ州の第2級自治体。タウィタウィ州の事実上の州都となっている。2010年の国勢調査によると人口は79,362人。
ボンガオ島、サンガサンガ島、パババグ島、タウィタウィ島西部などを範囲としている。ボンガオ島には中心市街地（ポブラシオン）が存在する。

## 下位自治体
ボンガオには35のバランガイが存在する
- Ipil
- Kamagong
- Karungdong
- Lakit Lakit
- Lamion
- Lapid Lapid
- Lato Lato
- Luuk Pandan
- Luuk Tulay
- Malassa
- Mandulan
- Masantong
- Montay Montay
- Pababag
- Pagasinan
- Pahut
- Pakias
- Paniongan
- Pasiagan
- Bongao Poblacion
- Sanga-Sanga
- Silubog
- Simandagit
- Sumangat
- Tarawakan
- Tongsinah
- Tubig Basag
- Ungus-ungus
- Lagasan
- Nalil
- Pagatpat
- Pag-asa
- Tubig Tanah
- Tubig-Boh
- Tubig-Mampallam

## 歴史
1970年代のモロ民族解放戦線によるモロ紛争以前、ボンガオは島の4分の3を所有していた貴族のHalun一族が治める単なる僻地の村であった。州都のバトバト（現パングリマ・スガラ内）はタウィタウィ島のフィリピン海軍が停泊できる水深の深い入り江のある場所に存在したが、武装反乱と、州都が侵略される恐れの高さから、政府がボンガオに移された。白漆喰のタージ・マハルに影響を受けた政府庁舎は、カブガン山とボンガオ峰を背にした湾と島の北部の町全体を見下ろせる高台に位置している。
州政府の移動によって、最南端の商業交易の中心地として島の急速な発展の幕があけた。公務員の個人と家族が町に移動してきたことによって人口も激増した。

## 人口

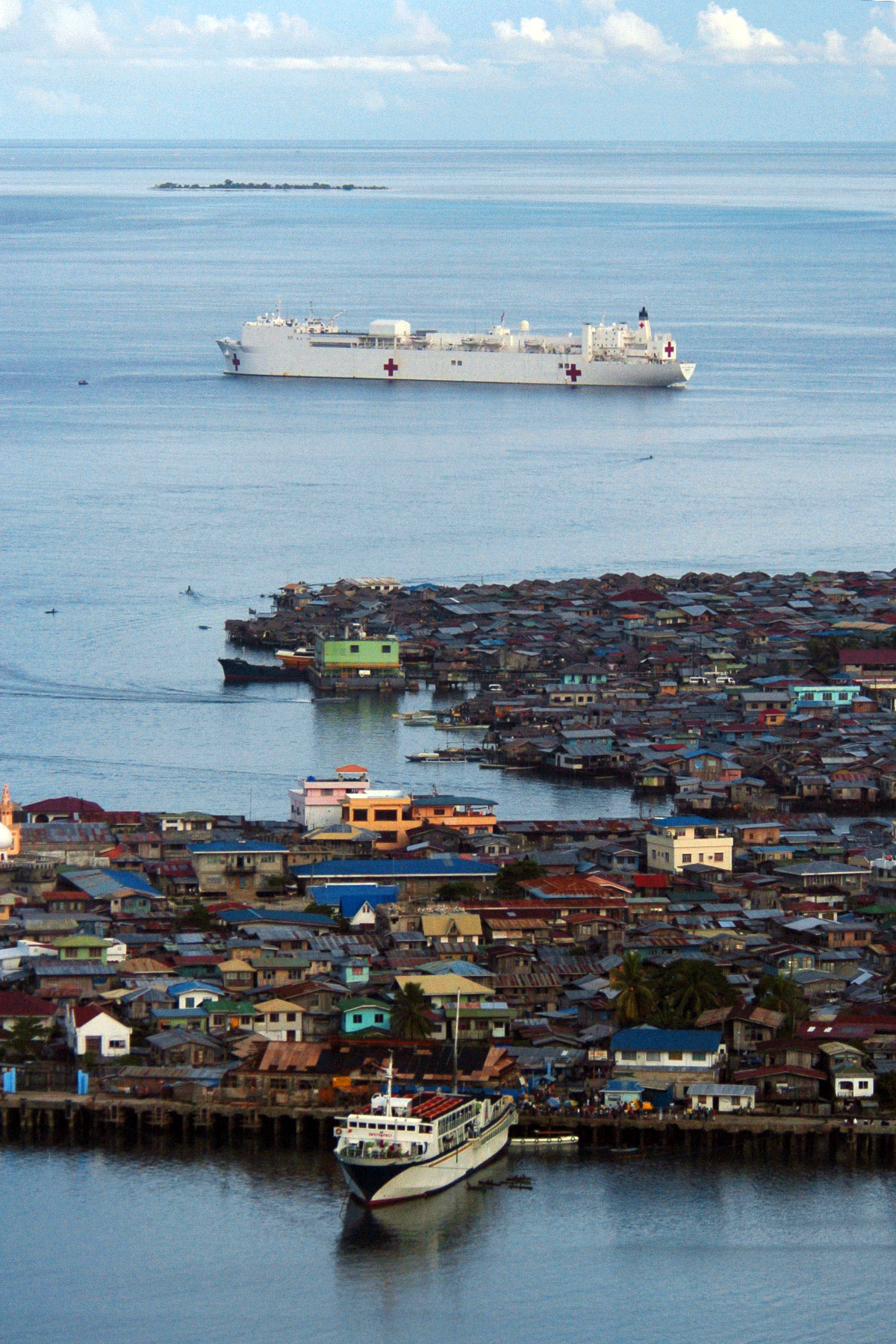
ボンガオの中心市街地

## 文化
今日、ボンガオは小さな国際的地区となっており、多文化社会のモデルとなってきている。ボンガオの中心市街地は多数派のムスリムのモスクのほかカトリックやプロテスタントの住民のための教会、中国の寺、イグレシア・ニ・クリストの教会、セブンスデー・アドベンチスト教会やバプテスト教会なども存在する。エディ·ビジャヌエバ牧師のJesus is Lordの地元集会もある。

## 経済
主な大通りであるDatu Halun Streetに町役場が存在している。中心市街地は商業中心地でもあり、地元の人々によって多くの商売が行われている。相対的に平和で秩序のある状況のため、近年のザンボアンガからの中国系移民の商業開始も多い。
ボンガオではフィリピン土地銀行、フィリピン・ナショナル・バンク、アライド・バンキングが営業している。国有投資会社のケダンBコールが近年営業を開始した。
タウィタウィ州とBARMMで初のショッピングモールである2階建てのミッドウェイプラザモールは2010年4月に開業した。
ボンガオ島とサンガサンガ島、サンガサンガ島とタウィタウィ島はそれぞれ架橋されている。サンガサンガ島のうちボンガオ島に近い南西部にはサンガサンガ空港が存在している。

## 教育
ボンガオはミンダナオ州立大学タウィタウィ技術・海洋学校舎(MSU-TCTO)が存在するほか、タウィタウィ州立農業大学(TSAC)、マハルディカ技術研究所(MITI)、アブバカールラーニングセンター財団大学(ACLC)、タウィタウィ産科学校(TSF)などが存在する。MSU-TCTとTSACは政府の所有する州立学校で、それ以外は私立学校である。
中・高等学校ではMSU-TCTOの科学高校、MSU-TCTO予備高等学校、タウィタウィ芸術商業校、ボンガオノートルダム校、タウィタウィ漁師学校(TTSF)などがある。